# Robert Breer
Robert Carlton Breer (Detroit, 30 de septiembre de 1926 -  11 de agosto de 2011, Tucson, Arizona) fue un cineasta, pintor y escultor experimental estadounidense.

## Biografía
"Un miembro fundador de la vanguarda estadounidense" Breer fue más conocido por sus películas, que combinan pintura abstracta y representativa, rotoscopia dibujada a mano, imágenes originales de películas de 16 mm y 8 mm, fotografías y otros materiales.
Después de experimentar con la animación de dibujos animados de pequeño, comenzó a hacer sus primeras películas experimentales abstractos mientras vivía en París entre 1949 y 1959, período durante el cual también mostró pinturas y esculturas cinéticas a galerías como la conocida Galerie Denise René.
Breer explicó algunas de las razones de su paso de la pintura a la realización de cine en una entrevista de 1976:

Eso era en 1950 o 1951... Tenía problemas con un concepto, una noción muy rígida sobre la pintura que me interesaba, con la que estaba involucrado, y esta era la escuela de Mondrian. [...] La idea que todo se tenía que reducir al mínimo, ponerlo en su lugar y mantenerlo. Me pareció demasiado rígido, ya que podía llegar, al menos una vez a la semana, en un nuevo "absoluto". Tuve la sensación que había alguna cosa que sugería que el cambio era una manera de absoluto. Así fue como entré en el cine.

Breer también enseñó a la Cooper Union de Nueva York desde 1971 hasta 2001. Recibió una beca Guggenheim en 1978.
Breer murió el 11 de agosto de 2011 en su casa, en Tucson.

## Influencias
Su filosofía y técnica estética estuvieron influenciadas para una generación anterior de cineastas abstractas que incluía Hans Richter, Viking Eggeling, Walter Ruttmann y Fernand Léger, la obra del que descubrieron mientras vivía a Europa. Breer también fue influenciado por el concepto de Neoplasticismo descrito por Piet Mondrian y Victor Vasarely.

## Legado
Se pueden encontrar publicaciones académicas sobre el trabajo de Breer y entrevistas con el artista en Robert Breer, A Critical Cinema 2: Interviews with Independent Filmmakers de Scott MacDonald, An Introduction to the American Underground Film de Sheldon Renan, Animation in the Cinema de Ralph Stephenson, y Film Culture magazine.
Breer ganó el Premio Maya Deren, presentado por la American Film Institute.
Su película Eyewash se incluyó en el Treasures from American Film Archives: American Avant-Garde Film 1947-1986' '.

## Archivos
Las siguientes películas son conservadas por Anthology Film Archives:
- Form Phases I (1952)
- Form Phases II (1953)
- Form Phases III (1954)
- Form Phases IV (1956)
- Un Miracle (1954)
- Recreation (1956)
- Motion Pictures No. 1 (1956)
- Jamestown Baloos (1957)
- A Man and His Dog Out for Air (1957)
- Le Mouvement (1957)
- Eyewash (1959) – both versions
- Blazes (1961)
- Breathing (1963)
- Fist Fight (1964)
- 66 (1966)
- 69 (1969)
- 70 (1971)
- 77 (1970)
- Fuji (1974)
- Swiss Army Knife with Rats and Pigeons (1981)
- Bang! (1986)

Las siguientes películas son conservadas por la Academy Film Archive:
- Form Phases #4 (1954, preserved 2019)
- Sunday Morning Screenings (1960, a trailer for Cinema 16)
- Time Flies (1997, preserved 2018)
- Atoz (2000, preserved 2018)